# رالف هوفمان (مدير فني)
رالف هوفمان (بالإنجليزية: Ralph Huffman)‏ هو مدير فني أمريكي، ولد في 13 مايو 1915 في Asherville, Kansas ‏ في الولايات المتحدة، وتوفي في 7 مايو 1979 في هايز في الولايات المتحدة.